# Chlorobi
Chlorobi es un grupo de bacterias cuya clase principal, Chlorobia son conocidas como "bacterias verdes del azufre", las cuales realizan la fotosíntesis anoxigénica.
Estas bacterias son Gram negativas y se encuentran en zonas anaerobias de los lagos. Se dividen en dos clases: Chlorobia que son verdes fotosintéticas e Ignavibacteria que son quimiótrofas que dependen de sustancias orgánicas para su metabolismo. También se ha demostrado que ambas clases pueden considerarse clases independientes dentro del filo Bacteroidetes.